# 23999 Rinner
23999 Rinner este un asteroid din centura principală.

## Descoperirea asteroidului
Asteroidul a fost descoperit la 9 septembrie 1999 de către astronomul Laurent Bernasconi, la Saint-Michel-sur-Meurthe, din departamentul Vosges, Franța.

## Descriere
23999 Rinner prezintă o orbită caracterizată de o semiaxă majoră egală cu 2,4182308 UA și de o excentricitate de 0,1322602, înclinată cu 1,17619° față de ecliptică. Perioada sa orbitală este de 1.373,38 de zile (3,76 ani), iar viteza orbitală medie este de 19,15407803 km/s.

## Denumire
Asteroidul i-a fost dedicat astronomei franceze Claudine Rinner.